# James Pond 3: Operation Starfish
James Pond 3: Operation Starfish est un jeu vidéo de plates-formes développé par Vectordean, sorti en 1993 sur Mega Drive. Le jeu a été édité en 1994 sur Amiga 1200, Amiga CD32 et Super Nintendo.

## Système de jeu
James Pond 3 Operation Starfish est un jeu de plate-forme en scrolling 2D. Le gameplay du jeu peut se comparer à de nombreux titres de l'époque. Le héros, Pond, peut se déplacer de gauche à droite, sauter en l'air, s'accroupir ou encore utiliser des objets. Le gameplay du jeu s'apparente à la fois à Mario, car le héros peut éliminer ses ennemis en leur sautant dessus, ou encore à Sonic pour la rapidité de certaines phases.

## Développement
Contrairement aux deux premiers James Pond, le jeu a été développé en premier lieu pour la Mega Drive et non l'Amiga. Il en résulte que la version Amiga théoriquement disponible uniquement sur machines AGA s'est retrouvée portée rapidement, le marché du jeu vidéo sur ce support amorçait son déclin. Elle était ainsi tronquée des plans de scrollings différentiels des versions consoles et n'affichait que 32 couleurs contre 256 affichables sur Amiga 1200 (La version Mega Drive est en 64 couleurs), contrairement aux annonces initiales de Millenium, qui prévoyait même une version pour Amiga 500/600. En 2020, la version Amiga a été patchée permettant son utilisation sur n'importe quel Amiga doté de la Chip RAM suffisante, confirmant que la version publiée par Millenium n'utilise aucune des capacités du chipset AGA.
La version CD32 reprend la bande-annonce du jeu sous forme de dessin animé présente dans James Pond 2 sur le même support.
Équipe de développement
- Conception : Chris Sorrell
- Programmation : Chris Sorrell, Alan McCarthy (additionnelle)
- Graphisme : Sean Nicholls, Leavon Archer, Chris Sorrell
- Musique et effets sonores : Richard Joseph
- Adaptation SNES : Gary Richards, Peter Hayball

## La série
- 1990 - James Pond: Underwater Agent
- 1991 - James Pond 2: Codename RoboCod
- 1992 - The Aquatic Games
- 1993 - James Pond 3: Operation Starfish